# Flex Wheeler
Kenneth „Flex” Wheeler (n. 23 august 1965, Fresno, California, SUA) este un culturist profesionist american. Acesta a ajuns cunoscut după ce a căștigat de patru ori locul I în cadrul competiției Arnold Classic⁠(d). Arnold Schwarzenegger l-a descris drept unul dintre cei mai excepționali culturiști pe care i-a vazut. Ronnie Coleman a declarat că Wheeler este cel mai bun culturist împotriva căruia a concurat.

## Biografie
Wheeler s-a născut în Fresno, California. A avut o copilărie nefericită din cauza sărăciei și a abuzurilor. Deși nu a fost un elev model deoarece suferea de dislexie, excela la disciplinele sportive. Wheeler a practicat la început artele marțiale, însă avea să treacă mai târziu la culturism. Acesta se autocaracterizează ca fiind în primul rând un adept al artelor marțiale și abia apoi un adept al culturismului. Și-a câștigat porecla „Flex” datorită flexibilității sale, fiind cunoscut pentru capacitatea sa de a efectual spagatul.

### Cariera de culturist
După o scurtă carieră ca ofițer de poliție⁠(d), Wheeler și-a dorit să devină culturist profesionist. A participat pentru prima dată la o competiție în 1983, însă abia în 1989 a câștigat primul său trofeu la NPC Mr. California Championships. A ocupat locul II la concursul Mr. Olympia în 1993, 1998 și 1999. A obținut locul I la Ironman de cinci ori, de patru ori la Arnold Classic și a câștigat Grand Prix France, South Beach Pro Invitational, Night of Champions și Hungarian Grand Prix.
Deși era cunoscut pentru atitudinea arogantă, acesta a declarat că prin aceasta a încercat să ascundă faptul că era introvertit și că avea stimă scăzută de sine. În 1994 a suferit un accident rutier grav în urma căruia putea să rămână paralizat. În 1999 a descoperit că suferă de glomeruloscleroza focală și segmentară⁠(d). În ciuda speculațiilor din presă, Wheeler a declarat că boala este ereditară, deși administrarea unor anumite medicamente i-a accelerat declanșarea. Acesta și-a anunțat retragerea din culturismul profesionist în 2000, însă a continuat să participe la competiții până în 2003.
Flex a revenit în 2017 în cadrul Mr. Olympia la categoria Classic Physique unde a ocupat locul 15.

## Statistici
- Înălțime: 1,79 metri
- Greutate în afara sezonului: 125kg
- Greutatea în timpul competiției: 109kg[8]
- Dimensiune braț: 58,42cm (23 in)
- Dimensiunea picioarelor: 80cm (31 in)
- Dimensiunea pieptului: 138cm (54 in)

## Premii

#### În circuitul profesionist
- 1993 Ironman Pro Invitational (Locul I)
- 1993 Arnold Schwarzenegger Classic (Locul I)
- 1993 Mr. Olympia (Locul II)
- 1993 Grand Prix France (Locul I)
- 1993 Grand Prix Germany (Locul I)
- 1995 Ironman Pro Invitational (Locul I)
- 1995 Arnold Schwarzenegger Classic (Locul II)
- 1995 South Beach Pro (Locul I)
- 1995 Mr. Olympia (Locul VIII)
- 1995 Grand Prix Spain (Locul V)
- 1996 Ironman Pro Invitational (Locul I)
- 1996 Arnold Schwarzenegger Classic (Locul II)
- 1996 Night of Champions (Locul I)
- 1996 Canada Pro Classic (Locul II)
- 1996 Florida Cup Pro (Locul I)
- 1996 Mr. Olympia (Locul IV)
- 1997 Ironman Pro (Locul I)
- 1997 Arnold Schwarzenegger Classic (Locul I)
- 1997 San Jose Pro Invitational (Locul I)
- 1998 Ironman Pro Invitational (Locul I)
- 1998 Arnold Schwarzenegger Classic (Locul I)
- 1998 Mr. Olympia (Locul II)
- 1999 Grand Prix England (Locul II)
- 1999 Pro World (Locul II)
- 1999 Mr. Olympia (Locul II)
- 2000 Mr. Olympia (Locul III)
- 2000 Hungarian Grand Prix (Locul I)
- 2000 Arnold Schwarzenegger Classic (Locul I)
- 2000 Ironman Pro Invitational (Locul II)
- 2002 Mr. Olympia (Locul VII)
- 2003 Ironman Pro Invitational (Locul III)
- 2017 Mr. Olympia Classic Physique (Locul XV)